# 9e étape du Tour de France 2018
Pour un article plus général, voir Tour de France 2018.
La 9e étape du Tour de France 2018 se déroule le dimanche 15 juillet 2018 de la citadelle d'Arras à Roubaix, sur une distance de 156,5 kilomètres. Son parcours comprend quinze secteurs pavés représentant 21,7 kilomètres. Elle est remportée par le coureur allemand John Degenkolb, de l'équipe Trek-Segafredo. Le Belge Greg Van Avermaet (BMC), deuxième de l'étape, garde le maillot jaune.

## Parcours

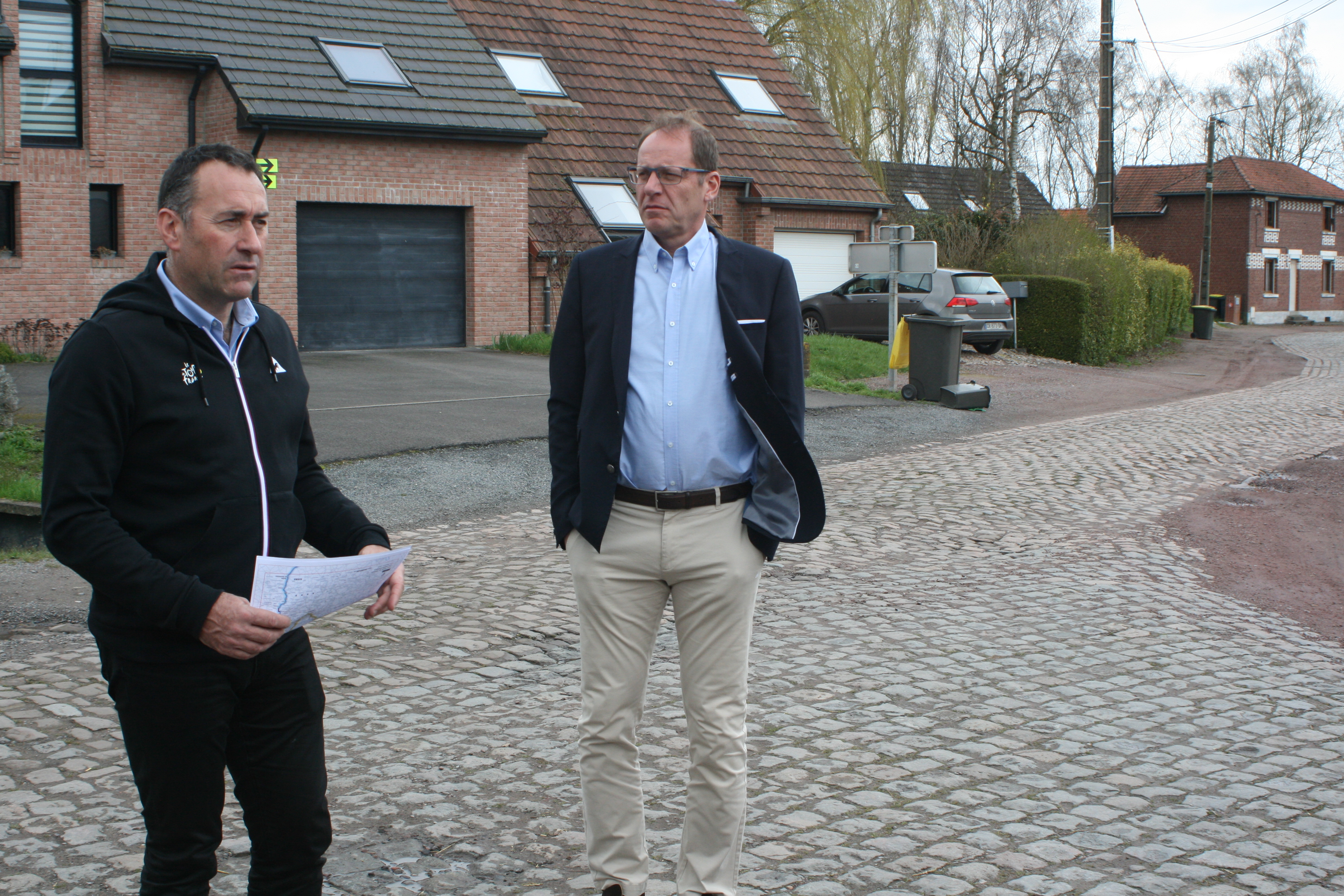
Thierry Gouvenou et Christian Prudhomme, à Warlaing, lors de la reconnaissance du parcours du Paris-Roubaix 2018, au point de jonction entre ce dernier et le parcours de la neuvième étape du Tour de France 2018.

Disputée entre la citadelle d'Arras à Roubaix sur une distance de 156,5 kilomètres, cette étape est l'une des plus courtes du Tour de France 2018 et emprunte quinze secteurs pavés.
Initialement, la 9e étape devait partir à proximité de la clairière de Rethondes à côté de Compiègne, pour marquer le centenaire de l'Armistice de la Première Guerre mondiale. À la suite de la concurrence de la coupe du monde de football, l'Union cycliste internationale (UCI) décide en 2017 de reporter le tour d'une semaine.  La 9e étape tombe alors le même jour que la finale de la coupe du monde. L'étape doit donc être raccourcie pour que son arrivée ne se trouve pas en concurrence avec la finale qui débute à 17h00, heure française. L'étape part donc de la citadelle d'Arras et non plus à proximité de la clairière de Rethondes.
Les quinze secteurs empruntés représentent 21,7 kilomètres de pavés, un total qui n'avait plus été atteint lors d'une étape du Tour depuis 1983. Après avoir quitté Arras, la course se dirige vers Cambrai, pour trouver le premier secteur pavé (km 47) entre Escaudœuvres et Thun. Après les trois premiers secteurs, la course rejoint le parcours de Paris-Roubaix à Warlaing, dont elle emprunte les secteurs pavés à l'exception du carrefour de l'arbre et d'une partie du secteur de Mons-en-Pévèle.

## Résultats

### Classement de l'étape
| Classement de la 9e étape | Classement de la 9e étape | Classement de la 9e étape | Classement de la 9e étape | Classement de la 9e étape |
|                           | Coureur                   | Pays                      | Équipe                    | Temps                     |
| ------------------------- | ------------------------- | ------------------------- | ------------------------- | ------------------------- |
| 1er                       | John Degenkolb            | Allemagne                 | Trek-Segafredo            | en 3 h 24 min 26 s        |
| 2e                        | Greg Van Avermaet         | Belgique                  | BMC Racing                | + 0 s                     |
| 3e                        | Yves Lampaert             | Belgique                  | Quick-Step Floors         | + 0 s                     |
| 4e                        | Philippe Gilbert          | Belgique                  | Quick-Step Floors         | + 19 s                    |
| 5e                        | Peter Sagan               | Slovaquie                 | Bora-Hansgrohe            | + 19 s                    |
| 6e                        | Jasper Stuyven            | Belgique                  | Trek-Segafredo            | + 19 s                    |
| 7e                        | Bob Jungels               | Luxembourg                | Quick-Step Floors         | + 19 s                    |
| 8e                        | André Greipel             | Allemagne                 | Lotto-Soudal              | + 27 s                    |
| 9e                        | Edvald Boasson Hagen      | Norvège                   | Dimension Data            | + 27 s                    |
| 10e                       | Timothy Dupont            | Belgique                  | Wanty-Groupe Gobert       | + 27 s                    |
| modifier                  |                           |                           |                           |                           |

### Points attribués
| Sprint intermédiaire Wasnes-au-Bac (km 59) | Sprint intermédiaire Wasnes-au-Bac (km 59) | Sprint intermédiaire Wasnes-au-Bac (km 59) | Sprint intermédiaire Wasnes-au-Bac (km 59) | Sprint intermédiaire Wasnes-au-Bac (km 59) |
| ------------------------------------------ | ------------------------------------------ | ------------------------------------------ | ------------------------------------------ | ------------------------------------------ |
|                                            | Coureur                                    | Pays                                       | Équipe                                     | Point(s)                                   |
| 1er                                        | Thomas De Gendt                            | Belgique                                   | Lotto-Soudal                               | 20                                         |
| 2e                                         | Jérôme Cousin                              | France                                     | Direct Énergie                             | 17                                         |
| 3e                                         | Nicolas Edet                               | France                                     | Cofidis                                    | 15                                         |
| 4e                                         | Lilian Calmejane                           | France                                     | Direct Énergie                             | 13                                         |
| 5e                                         | Reinardt Janse Van Rensburg                | Afrique du Sud                             | Dimension Data                             | 11                                         |
| 6e                                         | Omar Fraile                                | Espagne                                    | Astana                                     | 10                                         |
| 7e                                         | Chad Haga                                  | États-Unis                                 | Sunweb                                     | 9                                          |
| 8e                                         | Olivier Le Gac                             | France                                     | Groupama-FDJ                               | 8                                          |
| 9e                                         | Damien Gaudin                              | France                                     | Direct Énergie                             | 7                                          |
| 10e                                        | Antwan Tolhoek                             | Pays-Bas                                   | Lotto NL-Jumbo                             | 6                                          |
| 11e                                        | Peter Sagan                                | Slovaquie                                  | Bora-Hansgrohe                             | 5                                          |
| 12e                                        | Maciej Bodnar                              | Pologne                                    | Bora-Hansgrohe                             | 4                                          |
| 13e                                        | Marcus Burghardt                           | Allemagne                                  | Bora-Hansgrohe                             | 3                                          |
| 14e                                        | Rafał Majka                                | Pologne                                    | Bora-Hansgrohe                             | 2                                          |
| 15e                                        | Gregor Mühlberger                          | Autriche                                   | Bora-Hansgrohe                             | 1                                          |
| modifier                                   |                                            |                                            |                                            |                                            |

| Arrivée d'étape Roubaix (km 156,5) | Arrivée d'étape Roubaix (km 156,5) | Arrivée d'étape Roubaix (km 156,5) | Arrivée d'étape Roubaix (km 156,5) | Arrivée d'étape Roubaix (km 156,5) |
| ---------------------------------- | ---------------------------------- | ---------------------------------- | ---------------------------------- | ---------------------------------- |
|                                    | Coureur                            | Pays                               | Équipe                             | Point(s)                           |
| 1er                                | John Degenkolb                     | Allemagne                          | Trek-Segafredo                     | 30                                 |
| 2e                                 | Greg Van Avermaet                  | Belgique                           | BMC Racing                         | 25                                 |
| 3e                                 | Yves Lampaert                      | Belgique                           | Quick-Step Floors                  | 22                                 |
| 4e                                 | Philippe Gilbert                   | Belgique                           | Quick-Step Floors                  | 19                                 |
| 5e                                 | Peter Sagan                        | Slovaquie                          | Bora-Hansgrohe                     | 17                                 |
| 6e                                 | Jasper Stuyven                     | Belgique                           | Trek-Segafredo                     | 15                                 |
| 7e                                 | Bob Jungels                        | Luxembourg                         | Quick-Step Floors                  | 13                                 |
| 8e                                 | André Greipel                      | Allemagne                          | Lotto-Soudal                       | 11                                 |
| 9e                                 | Edvald Boasson Hagen               | Norvège                            | Dimension Data                     | 9                                  |
| 10e                                | Timothy Dupont                     | Belgique                           | Wanty-Groupe Gobert                | 7                                  |
| 11e                                | Alexander Kristoff                 | Norvège                            | UAE Emirates                       | 6                                  |
| 12e                                | Nils Politt                        | Allemagne                          | Katusha-Alpecin                    | 5                                  |
| 13e                                | Fernando Gaviria                   | Colombie                           | Quick-Step Floors                  | 4                                  |
| 14e                                | Sylvain Chavanel                   | France                             | Direct Énergie                     | 3                                  |
| 15e                                | Warren Barguil                     | France                             | Fortuneo-Samsic                    | 2                                  |
| modifier                           |                                    |                                    |                                    |                                    |

|   | Coureur           | Pays     | Équipe       | Bonifications |
| - | ----------------- | -------- | ------------ | ------------- |
| 1 | Greg Van Avermaet | Belgique | BMC Racing   | 3 s           |
| 2 | Stefan Küng       | Suisse   | BMC Racing   | 2 s           |
| 3 | Daniel Martin     | Irlande  | UAE Emirates | 1 s           |

|   | Coureur           | Pays      | Équipe            | Bonifications |
| - | ----------------- | --------- | ----------------- | ------------- |
| 1 | John Degenkolb    | Allemagne | Trek-Segafredo    | 10 s          |
| 2 | Greg Van Avermaet | Belgique  | BMC Racing        | 6 s           |
| 3 | Yves Lampaert     | Belgique  | Quick-Step Floors | 4 s           |

### Prix de la combativité
- Damien Gaudin (Direct Énergie)

## Classements à l'issue de l'étape

### Classement général
| Classement général | Classement général | Classement général | Classement général | Classement général |
|                    | Coureur            | Pays               | Équipe             | Temps              |
| ------------------ | ------------------ | ------------------ | ------------------ | ------------------ |
| 1er                | Greg Van Avermaet  | Belgique           | BMC Racing         | en 36 h 7 min 17 s |
| 2e                 | Geraint Thomas     | Royaume-Uni        | Sky                | + 43 s             |
| 3e                 | Philippe Gilbert   | Belgique           | Quick-Step Floors  | + 44 s             |
| 4e                 | Bob Jungels        | Luxembourg         | Quick-Step Floors  | + 50 s             |
| 5e                 | Alejandro Valverde | Espagne            | Movistar           | + 1 min 31 s       |
| 6e                 | Rafal Majka        | Pologne            | Bora-Hansgrohe     | + 1 min 32 s       |
| 7e                 | Jakob Fuglsang     | Danemark           | Astana             | + 1 min 33 s       |
| 8e                 | Christopher Froome | Royaume-Uni        | Sky                | + 1 min 42 s       |
| 9e                 | Adam Yates         | Royaume-Uni        | Mitchelton-Scott   | + 1 min 42 s       |
| 10e                | Mikel Landa        | Espagne            | Movistar           | + 1 min 42 s       |
| modifier           |                    |                    |                    |                    |

### Classement par points
| Classement par points | Classement par points | Classement par points | Classement par points | Classement par points |
| --------------------- | --------------------- | --------------------- | --------------------- | --------------------- |
|                       | Coureur               | Pays                  | Équipe                | Point(s)              |
| 1er                   | Peter Sagan           | Slovaquie             | Bora-Hansgrohe        | 299 points            |
| 2e                    | Fernando Gaviria      | Colombie              | Quick-Step Floors     | 218 pts               |
| 3e                    | Dylan Groenewegen     | Pays-Bas              | Lotto NL-Jumbo        | 132 pts               |
| 4e                    | Alexander Kristoff    | Norvège               | UAE Emirates          | 129 pts               |
| 5e                    | Arnaud Démare         | France                | Groupama-FDJ          | 106 pts               |
| 6e                    | André Greipel         | Allemagne             | Lotto-Soudal          | 106 pts               |
| 7e                    | John Degenkolb        | Allemagne             | Trek-Segafredo        | 100 pts               |
| 8e                    | Andrea Pasqualon      | Italie                | Wanty-Groupe Gobert   | 72 pts                |
| 9e                    | Sonny Colbrelli       | Italie                | Bahrain-Merida        | 64 pts                |
| 10e                   | Philippe Gilbert      | Belgique              | Quick-Step Floors     | 55 pts                |
| modifier              |                       |                       |                       |                       |

### Classement du meilleur jeune
| Classement général du meilleur jeune | Classement général du meilleur jeune | Classement général du meilleur jeune | Classement général du meilleur jeune | Classement général du meilleur jeune |
|                                      | Coureur                              | Pays                                 | Équipe                               | Temps                                |
| ------------------------------------ | ------------------------------------ | ------------------------------------ | ------------------------------------ | ------------------------------------ |
| 1er                                  | Søren Kragh Andersen                 | Danemark                             | Sunweb                               | en 36 h 9 min 0 s                    |
| 2e                                   | Thomas Boudat                        | France                               | Direct Énergie                       | + 7 min 0 s                          |
| 3e                                   | Pierre Latour                        | France                               | AG2R La Mondiale                     | + 7 min 37 s                         |
| 4e                                   | Magnus Cort Nielsen                  | Danemark                             | Astana                               | + 8 min 36 s                         |
| 5e                                   | Guillaume Martin                     | France                               | Wanty-Groupe Gobert                  | + 9 min 26 s                         |
| 6e                                   | Stefan Küng                          | Suisse                               | BMC Racing                           | + 12 min 7 s                         |
| 7e                                   | Nils Politt                          | Allemagne                            | Katusha-Alpecin                      | + 12 min 42 s                        |
| 8e                                   | Egan Bernal                          | Colombie                             | Sky                                  | + 16 min 9 s                         |
| 9e                                   | Michael Gogl                         | Autriche                             | Trek-Segafredo                       | + 20 min 22 s                        |
| 10e                                  | Fernando Gaviria                     | Colombie                             | Quick-Step Floors                    | + 22 min 18 s                        |
| modifier                             |                                      |                                      |                                      |                                      |

### Classement du meilleur grimpeur
| Classement du meilleur grimpeur | Classement du meilleur grimpeur | Classement du meilleur grimpeur | Classement du meilleur grimpeur | Classement du meilleur grimpeur |
| ------------------------------- | ------------------------------- | ------------------------------- | ------------------------------- | ------------------------------- |
|                                 | Coureur                         | Pays                            | Équipe                          | Point(s)                        |
| 1er                             | Toms Skujiņš                    | Lettonie                        | Trek-Segafredo                  | 6 points                        |
| 2e                              | Sylvain Chavanel                | France                          | Direct Énergie                  | 4 pts                           |
| 3e                              | Dion Smith                      | Nouvelle-Zélande                | Wanty-Groupe Gobert             | 4 pts                           |
| 4e                              | Lilian Calmejane                | France                          | Direct Énergie                  | 3 pts                           |
| 5e                              | Daniel Martin                   | Irlande                         | UAE Emirates                    | 2 pts                           |
| 6e                              | Fabien Grellier                 | France                          | Direct Énergie                  | 2 pts                           |
| 7e                              | Marco Minnaard                  | Pays-Bas                        | Wanty-Groupe Gobert             | 1 pt                            |
| 8e                              | Yoann Offredo                   | France                          | Wanty-Groupe Gobert             | 1 pt                            |
| 9e                              | Kévin Ledanois                  | France                          | Fortuneo-Samsic                 | 1 pt                            |
| 10e                             | Anthony Perez                   | France                          | Cofidis                         | 1 pt                            |
| modifier                        |                                 |                                 |                                 |                                 |

### Classement par équipes
| Classement par équipes | Classement par équipes | Classement par équipes | Classement par équipes |
|                        | Équipe                 | Pays                   | Temps                  |
| ---------------------- | ---------------------- | ---------------------- | ---------------------- |
| 1re                    | Quick-Step Floors      | Belgique               | en 109 h 2 min 46 s    |
| 2e                     | Movistar               | Espagne                | + 4 min 51 s           |
| 3e                     | Mitchelton-Scott       | Australie              | + 5 min 58 s           |
| 4e                     | Bahrain-Merida         | Bahreïn                | + 6 min 7 s            |
| 5e                     | Sunweb                 | Allemagne              | + 6 min 8 s            |
| 6e                     | BMC Racing             | États-Unis             | + 6 min 36 s           |
| 7e                     | Bora-Hansgrohe         | Allemagne              | + 7 min 23 s           |
| 8e                     | Lotto NL-Jumbo         | Pays-Bas               | + 7 min 29 s           |
| 9e                     | Trek-Segafredo         | États-Unis             | + 7 min 52 s           |
| 10e                    | AG2R La Mondiale       | France                 | + 7 min 52 s           |
| modifier               |                        |                        |                        |

## Abandons
- 76 -  José Joaquin Rojas (Movistar) : abandon[4]
- 81 -  Richie Porte (BMC Racing) : abandon[4]
- 146 -  Tony Martin (Katusha-Alpecin) : non-partant[4],[5]